# San Martino Alfieri
San Martino Alfieri (San Martin d'Ast in piemontese) è un comune italiano di 681 abitanti della provincia di Asti in Piemonte.

Esso sorge in Astesana, nell'area di fruizione turistica denominata "Le Colline dei Fiumi", sullo spartiacque del Tanaro e del Borbore, a controllo dell'importante direttrice di dorsale che univa Asti al Roero. Uscendo dall'abitato, in direzione di Govone, si gode di uno straordinario paesaggio dato dai 257 metri di altitudine del crinale della collina che corre parallela al Tanaro. Essa dolcemente affonda verso valle, densa di vegetazione e di ampi spazi coltivati. La strada di dorsale verso Antignano, dalle forti valenze panoramiche e paesaggistiche, presenta placidi panorami ove la presenza del lavoro nei campi e nei vigneti è sempre attuale, creando uno dei patrimoni culturali dell'area.
Dal Trecento il paese era appartenuto alla famiglia Solaro, ma nel 1615, per ordine dei Savoia, passò agli Alfieri di Magliano. Nel 1863 prese il nome di San Martino al Tanaro, modificato a fine secolo in San Martino Alfieri, in omaggio alla famiglia omonima.

In borgata Saracchi nacque la terza moglie di Giuseppe Garibaldi, Francesca Armosino, e nel 1880 ospitò l'eroe nella casa ancora oggi visibile. In borgata Marelli sorge la casa in cui crebbe monsignor Giuseppe Marello, fondatore degli Oblati di San Giuseppe, proclamato Santo da papa Giovanni Paolo II nel 2001.

Il castello settecentesco, di proprietà privata, è ottimamente conservato: il parco fu ampliato nell'800 da Xavier Kurten, architetto paesaggista tedesco, e da Ernesto Melano, al quale si deve anche la sistemazione urbanistica del borgo e il progetto della chiesa parrocchiale di San Carlo e Santa Maria, costruita (1829-1833) in stile neo-classico, che conserva il polittico cinquecentesco di Defendente Ferrari, con episodi della vita della Vergine.

Il centro abitato si sviluppa su di un lungo crinale seguendo la sponda sinistra del Tanaro sopra due nuclei contrapposti: da una parte il Castello e dall'altra il nucleo originario, in forma di ricetto, separati da una sella con strada di attraversamento. Il nucleo originario si articola in un insieme di piazze e piazzette, tra loro collegate da brevi vicoli. In esso si svolgono tutte 
le principali funzioni per la comunità: civica, sociale, religiosa e turistica.

L'attività e la storia personale di Benedetto Alfieri legano San Martino Alfieri a Piovà Massaia. In un luogo l'architetto dimorò e progettò gli ampliamenti settecenteschi del Castello di famiglia, mentre nell'altro fu l'artefice di uno dei capolavori architettonici del Monferrato Astigiano, la Parrocchiale.

Il paese dista 14 km da Asti in direzione sud-ovest e 16 km da Alba (CN). L'agricoltura, in particolare la viticoltura, ha qui la sua rivincita sull'industria, infatti troviamo pregiati vitigni di barbera, grignolino, bonarda e bianco. La "Bottega del vino", in Piazza Caduti, con sala per degustazione-esposizione, promuove i vini e i prodotti del territorio. Tra le specialità gastronomiche agnolotti, bagna cauda, salumi, arrosto e bollito misto.

## Storia
La dicitura San Martino compare nel 1020 come Castro qui dicitur Sancti Martini. Il determinante "Alfieri" deriva dalla famiglia Alfieri, feudatari tra il 1665 e il 1671.

II paese, a cui più che ad ogni altro è pertinente la definizione di "Colline Alfieri", appartenne anticamente con un suo primitivo castello, ai Signori di Govone e passò poi alla famiglia dei Solaro, che tennero il feudo di San Martino fino al secolo XVII, allorché incominciarono a cederne alcune parti. Il primo degli "Alfieri" che ebbe quasi completamente il feudo di San Martino fu Cesare, considerato il capostipite del ramo detto appunto di San Martino. Già nel 1615, però, Carlo Emanuele I di Savoia aveva donato ad Urbano Alfieri, suo colonnello di cavalleria, la giurisdizione e i beni feudali di San Martino che sarebbero stati di spettanza di Pandolfo Solaro e dei suoi fratelli, caduti però in disgrazia.

Cesare Alfieri dedicò tutta la sua vita alla famiglia e all'acquisto di beni. Il figlio Carlo Antonio Massimiliano, nel 1696, diede inizio all'edificazione del castello che sostituì il ben più antico maniero. Il figlio di Carlo Antonio, Cesare Giustiniano divenne, per acquisto, marchese di Sostegno, titolo che ereditarono i suoi successori. Sposò Paola Gabriella Solaro di Govone ed ebbe diciannove figli.

Durante il feudo di Roberto Carlo Alfieri, nel 1783, San Martino ebbe l'onore di ricevere il re Vittorio Amedeo III di Savoia con la moglie Antonietta Ferdinanda, che da Govone, dov'erano in villeggiatura, vennero a fargli visita con gran seguito di dame e di cavalieri.

Per volontà del marchese Carlo Emanuele Alfieri venne edificata la chiesa parrocchiale di San Martino, su disegno del cav. Ernesto Melano, architetto di Sua Maestà, durante gli anni 1828-1832, sotto il titolo di San Carlo Borromeo. Di stile neoclassico, la parrocchiale di San Martino conserva un pregevole trittico della scuola di Defendente Ferrari e una delle sue cappelle fu proprio degli Alfieri.
Una gentildonna della famiglia Alfieri, Costanza, andò sposa a Roberto d'Azeglio, fratello di Massimo, ed entrambi furono veri benefattori del popolo.

### Simboli
Lo stemma di San Martino Alfieri è stato concesso con regio decreto del 25 settembre 1886, quando il Comune aveva ancora la vecchia denominazione di San Martino al Tanaro.
Il gonfalone è un drappo partito di azzurro e di rosso.

## Geografia antropica

### Frazioni

#### Fagnani
Piccola borgata che inizia dopo il campo sportivo dove ogni anno si svolge La sagra del barbera. Questa frazione comprende la piccola chiesetta di San Giuseppe dove ogni sera i borghigiani si ritrovano per chiacchierare al chiaro di luna. Inoltre ogni anno si svolge un rosario accompagnato da un rinfresco e il mattino seguente una messa. Se si continua per una strada sterrata alla fine della frazione si giunge al fiume Tanaro.

#### Firano, Pero e Quaglia
Otto cappelle situate nelle frazioni Marelli, Firano, Pero, Quaglia e Saracchi formano un ideale percorso campestre che si snoda tra il fiume Tanaro e il torrente Borbore, attraversando colline coltivate a vite, boschi e piccoli avvallamenti a prato.

#### Marelli
Lungo la direttrice di Govone si trova la frazione Marelli che prende il nome dalla famiglia omonima Marello. Questa porzione di territorio era l'antico collegamento delle terre dei feudi dei Solaro di San Martino e di Govone. Il luogo è ricordato perché diede i natali a San Giuseppe Marello (1844-1895), che qui visse la fanciullezza sino al trasferimento della famiglia a
Torino. L'abitazione è ancora oggi esistente, anche se venne trasformata da cascinale a casa signorile.

#### Saracchi
Uscendo dal paese, in direzione di Antignano, si scorge la frazione Saracchi, in passato appartenente al comune di Antignano, in cui si trova il Palazzo Garibaldi. L'edificio fu fatto costruire da Giuseppe Garibaldi, il quale ci visse per qualche tempo, dopo aver sposato Francesca Armosino, sua ultima moglie, nativa di questa frazione.

## Monumenti e luoghi d'interesse

### Castello e parco dei Marchesi Alfieri
Il castello, costruito dal 1696 al 1721 su disegno dell'ingegner Antonio Bertola, conserva l'arredo originario delle sale. L'attuale costruzione sorge sull'altura contrapposta a quella ove si formò il ricetto.

Edificio del XVIII secolo circondato da grandi alberi secolari propone una pregevole Orangérie e, oggi, si può ammirare il risultato di un intervento richiesto nel 1815 dal marchese Carlo Emanuele Alfieri di Sostegno ad opera di Xavier Kurten, architetto paesaggista tedesco che ebbe il compito di trasformare il giardino formale in un parco secondo il nuovo gusto romantico all'inglese, permettendo al Piemonte di avvicinare la cultura locale ai gusti europei nei quali il romanticismo è fenomeno dominante e il gusto per l'arte dei giardini sua diretta manifestazione. Egli ampliò il parco avvalendosi della collaborazione dell'architetto Ernesto Melano già noto in paese. A questi si deve anche la sistemazione urbanistica e il progetto di una nuova chiesa parrocchiale e della casa comunale.

Chi ha la fortuna di poter visitare il castello di San Martino non può fare a meno di sostare davanti ai molteplici ricordi degli illustri suoi proprietari e delle eminenti persone con le quali essi ebbero rapporti di parentela, di amicizia, di affari; sono busti, ritratti, stampe, manoscritti che permettono di ricostruire tutto un mondo che non va dimenticato, perché in esso affonda le radici quello attuale.

### Chiesa Parrocchiale di San Carlo Borromeo e Santa Maria
L'edificio fu costruito dal 1829 al 1833, in sostituzione del precedente, non più adeguato alle esigenze della popolazione e ormai fatiscente, che si trovava vicino al lato meridionale del castello degli Alfieri.

Per interessamento del marchese Carlo Emanuele Alfieri, la progettazione venne affidata all'architetto Ernesto Melano. Raggiunto l'accordo fra le parti, si poté procedere alla demolizione della vecchia chiesa parrocchiale, che fu sconsacrata il 9 giugno 1829 col trasferimento del SS. Sacramento nella Confraternita.

La Gazzetta Piemontese del 24 dicembre 1829 dava notizia dell'iniziativa riportando come «...la chiesa parrocchiale di San Martino di Govone, posta sopra una vetta distante dal grosso dell'abitato, facea desiderare a quella popolazione de vederla trasportata al piano, per la maggior felicità di recarvisi, massime nella cruda stagione. Il signor Marchese Carlo Emanuele Alfieri di Sostegno, proprietario del Castello di quel luogo, la cui religiosa pietà va unita ad un cuore generoso e benefico, assecondando i voti di quegli abitanti, determinò di far costruire a sue spese una nuova Chiesa Parrocchiale nel sito il più acconcio. S.M. ponendo mente alla manifesta utilità che ridonda a pro del Comune a mandare ed effetto il benefico divisamento del Marchese, ha applaudito alla magnanima risoluzione del nobile Personaggio e vi ha posto il suggello colla sua Sovrana approvazione».

La nuova chiesa fu consacrata il 23 giugno 1833 dal vescovo Lobetti sotto il titolo di San Carlo Borromeo, in ricordo dell'antica parentela fra la famiglia del Santo e il casato degli Alfieri. Memorabili furono i festeggiamenti e grande il concorso della popolazione.

L'edificio, in stile neoclassico, è caratterizzato in facciata da un grandioso pronao dalle colonne doriche, che ricordano quelle del Pantheon di Roma. All'interno è presente un pregevole trittico della scuola di Defendente Ferrari. La severa architettura dell'ingegnere Cavaliere Ernesto Melano aveva previsto la costruzione di tre altari, il maggiore dei quali di marmo fino, e una struttura armoniosa come la volta a cassettoni e il ricco fregio sottostante.

Il sagrato della Parrocchiale è un esempio di sagrato su strada e si articola in uno spazio che funge da ingresso al ricetto e in un altro su cui si affaccia il Municipio. Il sagrato su strada è importante per la sua posizione sul passo tra la Valle del Borbore e la Valle del Tanaro.

### Chiesa sconsacrata della Santissima Annunziata
Nel 1572 un decreto vescovile approvava la costruzione di un oratorio con altare dedicato a San Martino come sede della Compagnia di disciplinanti laici. I lavori di edificazione durarono dal 1696 al 1721, ad opera dell'architetto Antonio Bertola. La Chiesa della Santissima Annunziata, collocata nei pressi del Castello, diventò quindi sede della Confraternita dei Battuti. Essa disponeva di risorse economiche proprie con le quali effettuò importanti lavori di restauro come il coro ligneo e l'organo nella seconda metà del Settecento e la campana nel 1885.

Dall'inizio del XX secolo la chiesa rimase chiusa per alcuni decenni e fu officiata solo in occasione delle festività. Successivamente ebbe una nuova destinazione come salone parrocchiale e richiese numerosi interventi di restauro e di adattamento.

La facciata si caratterizza da un semplice rosone affrescato con l'immagine di San Martino.

L'edificio, ora sconsacrato, è stato adibito a sala polivalente e utilizzato per le manifestazioni da parte dell'amministrazione comunale e della Pro Loco.

### Palazzo Garibaldi
Degna di nota è la semplice dimora fatta costruire da Giuseppe Garibaldi nella frazione Saracchi, luogo natale della moglie Francesca Armosino.

Una lapide commemora tutt'oggi quel gesto di gratitudine e riconoscenza verso colei che, prima di essere sua legittima consorte, gli era stata al fianco dandogli i tre figli, Clelia, Teresita e Manlio.

### Le fontane
La parte bassa del ricetto, che si affaccia sulla strada principale tramite il muraglione che cinge il ricetto stesso, ospita una bella esedra ottocentesca con fontana coeva, mentre sulla piazzetta posteriore alla chiesa parrocchiale, accanto al Municipio, un'altra bella fontana, dal gusto più moderno, contribuisce ad abbellire un angolo del paese.

## Turismo ed eventi

### La Bottega del vino
La "Bottega del vino" è dedicata ai vini piemontesi e alla promozione del territorio. Ha il compito di valorizzare e promuovere questo importante patrimonio agricolo e culturale, legato alle tradizioni più profonde di queste colline, ma anche aperto all'innovazione tecnico-scientifica. Ha sede presso i locali di proprietà comunale, siti al piano terra del Palazzo Comunale; i locali sono stati completamente ristrutturati e sono costituiti da una sala per degustazione-esposizione, un locale destinato a magazzino e un bagno attrezzato per disabili. Nella sua nuova sede offre il meglio della cultura enogastronomica.

### La Pro Loco e le manifestazioni
La Pro Loco di San Martino Alfieri è una splendida realtà che si concretizza nel 1996; per la verità è la riedizione di un gruppo, molto attivo nei primi anni ottanta, che ha partecipato alle maggiori manifestazioni a livello provinciale. Lo scopo principale è lo sviluppo culturale e turistico mirato principalmente alla valorizzazione delle produzioni locali a favore di quelle aziende, e non sono più molte, che della nostra terra hanno fatto la loro ragione di vita.

La principale attività della Pro Loco è l'organizzazione, specie in periodo estivo, delle manifestazioni principali del paese. Ma è a tavola che la Pro Loco riesce meglio a esaltare le proprie doti di ospitalità, mettendo a disposizione dei visitatori i propri prodotti e soprattutto i vini di qualità dei produttori locali. Tra le varie specialità, i piatti proposti più frequentemente sono gli agnolotti al sugo di carne e il gran bollito misto con bagnet.

#### Sagra del Barbera
La "Sagra del Barbera" è la festa principale del paese, in svolgimento ogni anno tra la seconda e la terza decade del mese di luglio. Uno spettacolo teatrale in apertura, un grandioso stand gastronomico, con specialità tradizionali piemontesi e vini locali, le serate di musica e balli su palchetto per tutte le età e uno spettacolo pirotecnico conclusivo sono gli elementi caratteristici ormai ben consolidati della manifestazione.

#### Nel mezzo del cammin... di nostre vigne
Ogni anno, indicativamente tra i mesi di maggio e giugno, è sempre molto gradita la manifestazione denominata "Nel mezzo del cammin... di nostre vigne", passeggiata enogastronomica fra le dolci colline astigiane che sovrastano il Tanaro, con tappe in punti panoramici di assoluta bellezza e originalità. La passeggiata prevede soste presso punti ristoro, in cui verranno offerte animazioni con riproposta di quadri viventi di vita contadina, con degustazione di prodotti gastronomici locali (agnolotti, bollito, salumi, formaggi e antipasti monferrini) abbinati ai prestigiosi vini locali. La manifestazione attira la curiosità di molti turisti italiani e stranieri.

## Amministrazione
Di seguito è presentata una tabella relativa alle amministrazioni che si sono succedute in questo comune.
| Periodo        | Periodo        | Primo cittadino    | Partito                            | Carica  | Note  |
| -------------- | -------------- | ------------------ | ---------------------------------- | ------- | ----- |
| 3 giugno 1985  | 25 maggio 1990 | Giovanni Bussolino | Democrazia Cristiana               | Sindaco | [ 6 ] |
| 25 maggio 1990 | 24 aprile 1995 | Giovanni Bussolino | Democrazia Cristiana               | Sindaco | [ 6 ] |
| 24 aprile 1995 | 14 giugno 1999 | Vittorio Massano   | centro                             | Sindaco | [ 6 ] |
| 14 giugno 1999 | 14 giugno 2004 | Vittorio Massano   | lista civica                       | Sindaco | [ 6 ] |
| 14 giugno 2004 | 8 giugno 2009  | Michele Ruella     | lista civica                       | Sindaco | [ 6 ] |
| 8 giugno 2009  | 26 maggio 2014 | Michele Ruella     | lista civica                       | Sindaco | [ 6 ] |
| 26 maggio 2014 | 26 maggio 2019 | Andrea Gamba       | lista civica Impegno e trasparenza | Sindaco | [ 6 ] |
| 26 maggio 2019 | in carica      | Andrea Gamba       | lista civica Impegno e trasparenza | Sindaco | [ 6 ] |

### Altre informazioni amministrative
San Martino Alfieri, dopo aver fatto parte per anni dell'Unione di comuni Comunità collinare "Colline Alfieri", dal 1º gennaio 2016 entra a far parte dell'Unione di comuni Comunità collinare "Castelli tra Roero e Monferrato".

## Società

### Evoluzione demografica
Negli ultimi cento anni, a partire dal 1921, la popolazione residente si è dimezzata.
Abitanti censiti